# Максунуоха
Максунуоха (Муксунуоха) — річка в Росії, протікає територією Усть-Янського району Якутії. Довжина річки — 267 км, площа водозбірного басейну становить 3660 км2.
Починається в багатій озерами частково заболоченій місцевості. Від витоку тече в східному напрямку, північніше від озера Урюнг-Улах повертає на північ, а потім на північний захід. В середній течії меандрує, береги обривисті. Ближче до гирла входить у зону боліт. Вище від впадіння Мурукана ширина річки становить 95 м, глибина — 2 м. Впадає в Селяхську губу моря Лаптєвих північніше від села Юкагир, утворюючи дельту.
Басейн річки входить до складу ключової орнітологічної території «Басейн Санга-Юрях», є територією линяння білолобої гуски і гуменника.
В долині річки виявлено кілька туш плейстоценових тварин, зокрема мамонта. У вічній мерзлоті в районі озера Микита і річки Максунуоха методом ехолокації знайшли дві ноги мамонта віком приблизно 20-40 тис. років.

## Притоки
Об'єкти перелічено в порядку від гирла до витоку.
- 12 км: Арга-Бирахчання[2] (лв)
- 32 км: Куку[2] (лв)
- 34 км: Мурукан[2] (пр)
- 56 км: Тохон[2] (пр)
- 65 км: Ілін-Бирахчання[2] (лв)
- 75 км: Ус-Булгуннях[2] (пр)
- 144 км: Онной[2] (пр)
- 165 км: Бульчут-Юрюєте[2] (лв)
- 175 км: Чалимаги-Юрюєте[2] (лв)

## Дані водного реєстру
За даними державного водного реєстру Росії належить до Ленського басейнового округу, річковий басейн — Яна, водогосподарська ділянка — річки басейну моря Лаптєвих від межі басейну річки Яна на заході до межі басейну Східносибірського моря (мис Святий Ніс) на сході.
Код об'єкта в державному водному реєстрі Росії — 18040300412117700031762.